# Dhigufaruhuraa
Dhigufaruhuraa is een van de onbewoonde eilanden van het Haa Alif-atol behorende tot de Maldiven.
Het eiland is niet bebouwd en kent nauwelijks plantengroei.